# سحمر
سحمر هي إحدى القرى اللبنانية من قرى قضاء البقاع الغربي في محافظة البقاع.